# Hans von Seisser
Colonnello Hans Ritter von Seisser (Seißer in tedesco; Würzburg, 9 dicembre 1874 – Monaco di Baviera, 14 aprile 1973) è stato un poliziotto tedesco, capo della Polizia di Stato della Baviera nel 1923.

## Biografia
Nel settembre 1923, durante un periodo di turbolenza e violenza politica, il Primo ministro Eugen von Knilling dichiarò la legge marziale e nominò Gustav von Kahr Staatskomissar (Commissario di stato), con poteri dittatoriali. Allo stesso momento, con Seisser e il Reichswehr General Otto von Lossow, formò un triumvirato di destra in Baviera. Durante quell'anno, molti gruppi di estrema destra, in Germania, provarono ad emulare Mussolini e la sua "marcia su Roma" facendo una "marcia su Berlino".
Tra questi vi era il generale Erich Ludendorff e anche il gruppo nazista (NSDAP), guidato da Adolf Hitler. Hitler tentò di prendere il potere in quello che fu in seguito conosciuto come il "colpo di stato di Hitler" o Putsch di Monaco. Hitler e Ludendorff cercarono il sostegno del "triumvirato". Tuttavia, Kahr, Seisser e Lossow avevano il loro piano per instaurare una dittatura nazionalista senza Hitler. Hitler era deciso ad intervenire prima che il fascino della sua agitazione diminuisse..
Quindi, l'8 novembre 1923, Hitler e la SA condussero un assalto ad un incontro pubblico di 3.000 persone che era stato organizzato da Kahr nel Bürgerbräukeller, una grande sala da birra a Monaco di Baviera. Hitler interruppe il discorso di Kahr e annunciò che la rivoluzione nazionale era cominciata, dichiarando la formazione di un nuovo governo con Ludendorff. Mentre agitava la pistola in alto, Hitler chiese l'appoggio di Kahr, Seisser e Lossow. Le forze di Hitler, inizialmente, riuscirono ad occupare la sede locale del Reichswehr e della polizia, tuttavia né l'esercito né la polizia di stato avevano unito le forze con Hitler.
Kahr, Seisser e Lossow furono brevemente detenuti, ma poi furono rilasciati. I tre ritirarono rapidamente il loro sostegno al golpe e fuggirono per unirsi all'opposizione a Hitler. Il giorno seguente, Hitler e i suoi seguaci marciarono dalla birreria al Ministero della guerra bavarese per rovesciare il governo bavarese compiendo la loro "marcia su Berlino", ma la polizia li disperse. Sedici membri NSDAP e quattro agenti di polizia furono uccisi in seguito al fallito colpo di Stato.
Nel 1933 fu imprigionato per qualche tempo nel campo di concentramento di Dachau.
Seisser morì nel 1973 ed è stato sepolto nel Cimitero principale di Würzburg.